# 菲利普·霍瓦特
菲利普·霍瓦特（法語：Philippe Horvath，1970年4月17日—），法国分子生物学家、杜邦公司职员。他参与了CRISPR-Cas技术的开发，该技术是基因编辑的重要工具。相关的研究自2002年底开始，期初是为了改善细菌培养的耐久性，提高的奶酪和冰淇淋的质量。他研究了细菌的基因组，探索了原核生物的间隔短回文重复序列（CRISPR），以及它们在细菌免疫系统中的作用。后来，人们认识到CRISPR可用于基因编辑和基因调控。
霍瓦特在科尔马受到早期教育，在斯特拉斯堡的路易·巴斯德大学获硕士及博士学位。毕业后进入Rhodia研发部门，后来其部门被杜邦并购，2015年成为杜邦营养及健康研究员。2015年与詹妮弗·杜德纳、埃马纽埃尔·卡彭蒂耶等人获马斯利奖，2016年获盖尔德纳国际奖。